# Ladislaus Cutak
Ladislaus Cutak ( 1908 - 1973) fue un botánico estadounidense.

## Algunas publicaciones

### Libros
- 1956. Cactus guide. Editor Van Nostrand, 144 pp.

- 1955. Philodendron, the versatile and most deorative house plant. Editor Missouri Botanical Garden, 16 pp.

- 1945. The Night-blooming Cereus and Its Allies. Edición reimpresa. 15 pp.

- La abreviatura «Cutak» se emplea para indicar a Ladislaus Cutak como autoridad en la descripción y clasificación científica de los vegetales.[1]